# Compsophorus apicalis
Compsophorus apicalis là một loài tò vò trong họ Ichneumonidae.